# Coupe d'Irlande de football 1888-1889
Navigation
Édition précédente Édition suivante
La coupe d'Irlande de football 1888-1889 est la neuvième édition de la Coupe d'Irlande de football (en anglais Irish Cup) devenue par la suite la Coupe d'Irlande du Nord de football. 
La compétition s'organise par matchs éliminatoires joués sur le terrain du premier club tiré au sort. Si les deux équipes ne peuvent se départager au terme du temps réglementaire, un match d'appui est joué. 
La compétition est remportée pour la quatrième fois par le Distillery Football Club. Le club de Belfast remporte la finale contre YMCA FC sur le score de 5 buts à 4. 

## Premiers tours
Les résultats sont inconnus.

## Demi-finales
| Club recevant            | Score | Club visiteur         | Date |
| ------------------------ | ----- | --------------------- | ---- |
| YMCA FC                  | 2-1   | Glentoran FC          |      |
| Distillery Football Club | 10-0  | Oldpark Football Club |      |

## Finale
Distillery remporte sa quatrième Irish Cup
| Finale       | Distillery Football Club | 5-4 | YMCA FC | Ulster Cricket Ground |                     |
| 16 mars 1889 |                          |     |         | Spectateurs : 3 500   | Spectateurs : 3 500 |